# ريكوبا سودأمريكانا 2011
ريكوبا سودأمريكانا 2011 هو الموسم 19 من ريكوبا سودأمريكانا. أشرف على تنظيمه كونميبول، وكان عدد الأندية المشاركة فيه 2، وفاز فيه نادي إنترناسيونال.